# Dichroizm
Dichroizm (od greckiego dikhroos  – dwubarwny) – początkowo oznaczał właściwość materiału czy urządzenia polegającą na podziale padającej wiązki światła na dwie wiązki o różnych barwach. Obecnie odnosi się przede wszystkim do właściwości materiałów polegającej na różnym pochłanianiu światła, w zależności od jego polaryzacji, np. dla światła spolaryzowanego liniowo w kierunkach wzajemnie prostopadłych czy też spolaryzowanego kołowo prawo- i lewoskrętnie.
Cechą tą charakteryzują się w szczególności niektóre anizotropowe kryształy. Jeżeli przepuścimy światło przez kryształ dichroiczny na tyle gruby, że składowa silniej pochłaniana zostanie niemal całkowicie usunięta, to za kryształem dostaniemy światło bardzo silnie spolaryzowane, tzn. kryształ będzie działał jako polaryzator.

## Wpływ czynników zewnętrznych
Dichroizm cząsteczki czy kryształu może być wywołany przez czynniki zewnętrzne zmieniające symetrię, takie jak naprężenie jednoosiowe, pole magnetyczne czy pole elektryczne.

## Zastosowania
Silnym dichroizmem cechują się specjalnie formowane folie plastikowe, zawierające łańcuchy polimerów z dodatkiem cząsteczek jodu. Znalazły one zastosowanie przy wytwarzaniu cienkich polaryzatorów - polaroidów. Ich mała grubość wynika z dużego stosunku współczynników pochłaniania światła dla polaryzacji, którą chcemy odfiltrować i polaryzacji, którą chcemy uzyskać. Wprowadzenie polaroidów, które są stosunkowo tanie, a ze względu na rozmiary i prostotę bardziej uniwersalne w użyciu od polaryzatorów krystalicznych umożliwiło upowszechnienie zastosowań technik polaryzacyjnych. Obecnie stosuje się je m.in. w polarymetrach, mikroskopach polaryzacyjnych, w fotografii, w wyświetlaczach ciekłokrystalicznych, do produkcji okularów przeciwsłonecznych.

## Kryształy dichroiczne
Materiałem o bardzo silnym dichroizmie jest siarczan jodochininy (herapatyt). Ponadto dichroizm wykazują takie materiały jak kordieryt, turmalin, niektóre odmiany berylu.